# 長谷川賢
長谷川 賢（はせがわ けん、1987年2月26日 - ）は、日本の男性総合格闘家。神奈川県出身。武相高等学校卒業。山梨学院大学卒業。元DEEPメガトン級王者。

## 来歴
日本人の父とモロッコ人の母の間に生まれた。高校時代から柔道を始め、進学先の山梨学院大学では全日本柔道連盟強化選手に選出された。卒業後は日本通運に就職後、総合格闘家に転身した。

### DEEP
2012年12月8日、DEEP CAGE IMPACT 2012 in TOKYOの第4代メガトン級王者決定トーナメント1回戦でペーター・トルノと対戦し、3-0の判定勝ち。
2013年2月16日、DEEP 61 IMPACTの第4代メガトン級王者決定トーナメント決勝戦で誠悟と対戦し、5-0の判定勝ち。王座獲得に成功した。
2013年8月25日、DEEP 63 IMPACTのメガトン級タイトルマッチで挑戦者の藤沼弘秀と対戦し、1Rに踏みつけでTKO勝ち。初防衛に成功した。
2014年3月22日、DEEP 65 IMPACTのメガトン級タイトルマッチで挑戦者の中村和裕と対戦し、4-1の判定勝ち。2度目の防衛に成功した。
2014年10月31日、Titan FCに参戦し、ライトヘビー級契約でマット・トンプソンと対戦。3-0の判定勝ちを収めた。
2015年1月21日、所属チームのキングダムエルガイツを離れ、フリーになったことをブログで発表した。
2015年2月28日、階級をミドル級に落としてDEEP 71 IMPACTで桜井隆多と対戦。1RにV1アームロックで一本勝ちを収めた。
2015年10月17日、DEEPメガトン級王座を返上。

### RIZIN
2015年12月31日、RIZIN FIGHTING WORLD GRAND-PRIX 2015 IZAの舞に参戦し、81kg契約でブレナン・ワードと対戦。2Rにリアネイキドチョークを極められ一本負け。キャリア初黒星を喫した。

### DEEP
2016年8月27日、階級をウェルター級に落としてDEEP 77 IMPACTで中西良行と対戦。1Rに右フックでKO勝ちを収めた。
2016年10月18日、DEEP CAGE IMPACT 2016 in KORAKUEN HALLのウェルター級グランプリ1回戦で佐藤洋一郎と対戦し、2-1の判定勝ち。
2017年3月18日、DEEP 78 IMPACTのウェルター級グランプリ準決勝で片平“なぎさ”吉幸と対戦し、1Rに左ミドルキックでKO勝ち。
2017年7月15日、DEEP CAGE IMPACT 2017のウェルター級グランプリ決勝戦で住村竜市朗と対戦。1Rに住村のパンチでダウンを奪われTKO負けとなったが、偶発的なバッティングも入っていたということで、レフェリーストップ時点までの負傷判定により0-3の判定負けと裁定された。
2018年2月24日、階級を再びミドル級に戻してDEEP 82 IMPACTで林源平と対戦。1Rに肩固めで一本勝ちを収めた。

### ONE Championship
2018年5月23日、ONE Championshipと契約したことが発表された。
2018年6月29日、ONE Championship: Spirit of a WarriorのONE Championship世界ミドル級タイトルマッチで王者のアウンラ・ンサンと対戦。互いにパンチをヒットさせ合う激闘の末、5Rに右アッパーでKO負けを喫し、王座獲得に失敗した。試合後にONEのチャトリ・シットヨートンCEOは「ONEの7年間で私の一番好きな試合だった」と語り、両者に5万ドルのボーナスを支給した。
2019年3月31日、ONE Championship: A New EraのONE Championship世界ミドル級タイトルマッチで王者のアウンラ・エヌサンと再戦し、2Rに右ストレートでダウンを奪われ、パウンドでTKO負け。王座獲得に失敗した。試合中の負傷により試合後に手術となった。
その後、時間が経つもONEから連絡と試合決定の連絡は無く、マネージャーがONEに確認するとONEから「契約は切れてない」と言われた。そしてそのまま3年が経った。
2022年にONEで約3年ぶりに試合が組まれたが、長谷川が腰を怪我したことで発表前に消滅。
そこからさらに2年経ち、ONEからは変わらず連絡がないため、長谷川がマネージャーを通じて再度ONEに確認すると「もう契約は切れている」と言われ、連絡がないままONEとはもう契約が切れていた。
その翌日に長谷川に連絡をして「すぐに試合を組む」と言ってくれたDEEPに移籍。

### DEEP
2024年8月31日、約5年5ヶ月ぶりの試合となった、DEEP SUMMER FESTIVAL 2024でSAINTと対戦し、20kg以上重い長谷川がSAINTを抑え込む展開となり3R判定勝ちを収めた。

## 戦績
| 総合格闘技 戦績 | 総合格闘技 戦績 | 総合格闘技 戦績 | 総合格闘技 戦績 | 総合格闘技 戦績 | 総合格闘技 戦績 | 総合格闘技 戦績 |
| --------------- | --------------- | --------------- | --------------- | --------------- | --------------- | --------------- |
| 23 試合         | (T)KO           | 一本            | 判定            | その他          | 引き分け        | 無効試合        |
| 17 勝           | 6               | 4               | 7               | 0               | 1               | 0               |
| 5 敗            | 2               | 1               | 2               | 0               | 1               | 0               |

| 勝敗 | 対戦相手                   | 試合結果                             | 大会名                                                                                | 開催年月日     |
| ×    | 酒井リョウ                 | 2R 3:12 負傷判定0-2                  | DEEP 122 IMPACT                                                                       | 2024年11月4日  |
| ○    | SAINT                      | 5分3R終了 判定3-0                    | DEEP SUMMER FESTIVAL 2024                                                             | 2024年8月31日  |
| ×    | アウンラ・ンサン           | 2R 4:41 TKO（右ストレート→パウンド） | ONE Championship: A New Era 【ONE世界ミドル級タイトルマッチ】                         | 2019年3月31日  |
| ×    | アウンラ・ンサン           | 5R 3:13 KO（右アッパー）             | ONE Championship: Spirit of a Warrior 【ONE世界ミドル級タイトルマッチ】               | 2018年6月29日  |
| ○    | 林源平                     | 1R 3:09 肩固め                       | DEEP 82 IMPACT                                                                        | 2018年2月24日  |
| ×    | 住村竜市朗                 | 1R 3:48 負傷判定0-3                  | DEEP CAGE IMPACT 2017 【DEEPウェルター級グランプリ決勝戦】                            | 2017年7月15日  |
| ○    | 片平“なぎさ”吉幸           | 1R 4:13 KO（左ミドルキック）         | DEEP 78 IMPACT 【DEEPウェルター級グランプリ準決勝】                                   | 2017年3月18日  |
| ○    | 佐藤洋一郎                 | 5分3R終了 判定2-1                    | DEEP CAGE IMPACT 2016 in KORAKUEN HALL 【DEEPウェルター級グランプリ1回戦】            | 2016年10月18日 |
| ○    | 中西良行                   | 1R 2:04 KO（右フック）               | DEEP 77 IMPACT                                                                        | 2016年8月27日  |
| ×    | ブレナン・ワード           | 2R 1:54 リアネイキドチョーク         | RIZIN FIGHTING WORLD GRAND-PRIX 2015 IZAの舞                                          | 2015年12月31日 |
| ○    | 桜井隆多                   | 1R 4:12 V1アームロック               | DEEP 71 IMPACT                                                                        | 2015年2月28日  |
| ○    | マット・トンプソン         | 5分3R終了 判定3-0                    | Titan FC 31: Torres vs. Green                                                         | 2014年10月31日 |
| ○    | 中村和裕                   | 5分3R終了 判定4-1                    | DEEP 65 IMPACT 【DEEPメガトン級タイトルマッチ】                                       | 2014年3月22日  |
| △    | ヤチェク・チェジェンスキー | 5分2R終了 判定ドロー                 | REAL MMA Fighting Championship 3                                                      | 2013年10月20日 |
| ○    | 藤沼弘秀                   | 1R 4:20 TKO（踏みつけ）              | DEEP 63 IMPACT 【DEEPメガトン級タイトルマッチ】                                       | 2013年8月25日  |
| ○    | 誠悟                       | 5分2R終了 判定5-0                    | DEEP 61 IMPACT 【第4代メガトン級王者決定トーナメント決勝戦】                          | 2013年2月16日  |
| ○    | ペーター・トルノ           | 5分2R終了 判定3-0                    | DEEP CAGE IMPACT 2012 in TOKYO 【第4代メガトン級王者決定トーナメント1回戦】           | 2012年12月8日  |
| ○    | 大和                       | 1R 1:21 TKO（パンチ連打）            | DEEP 59 IMPACT                                                                        | 2012年8月18日  |
| ○    | 誠悟                       | 5分2R終了 判定3-0                    | DEEP CAGE IMPACT 2011 in TOKYO                                                        | 2011年10月29日 |
| ○    | 須藤将吾                   | 1R 0:30 KO（右ハイキック）           | キングダムエルガイツ東京大会 A・R・T・2011 開幕戦                                     | 2011年7月24日  |
| ○    | 中村護                     | 1R 1:09 TKO（パンチ連打）            | DEEP TOKYO IMPACT 2                                                                   | 2011年6月5日   |
| ○    | NORI                       | 1R 1:15 アームロック                 | DEEP 52 IMPACT                                                                        | 2011年2月25日  |
| ○    | 宇賀神貴洋                 | 1R 0:44 腕ひしぎ十字固め             | キングダムエルガイツ A・R・T・2010 オールジャパン・リアルファイティング・トーナメント | 2010年11月23日 |

## 獲得タイトル
- 第4代DEEPメガトン級王座（2013年）